# Galliena montigena
Galliena montigena is een spinnensoort in de taxonomische indeling van de Deinopidae.
Het dier behoort tot het geslacht Galliena. De wetenschappelijke naam van de soort werd voor het eerst geldig gepubliceerd in 1898 door Eugène Simon.